# × Achimenantha
× Achimenantha је монотипски род из породице Gesneriaceaе. Хибрид је настао 1973. крижањем родова Achimenes и Smithiantha. Постоји више сорти. Цветови се јављају од црвене до љубичасте и од жуте до беле боје.
Једина врста је × A. naegelioides. Назив Achimenantha је нелегитиман.